# Entraigues (Puy-de-Dôme)
 Entraigues  es una población y comuna francesa, situada en la región de Auvernia, departamento de Puy-de-Dôme, en el distrito de Riom y cantón de Ennezat.

## Demografía
| 412 | 407 | 370 | 474 | 563 | 566 |
| Para los censos de 1962 a 1999 la población legal corresponde a la población sin duplicidades (Fuente: INSEE [Consultar]) |     |     |     |     |     |